# Darina solenoides
Darina solenoides es un molusco bivalvo de la familia Mactridae que se distribuye en el mar Argentino desde Bahía San Blas (provincia de Buenos Aires), pasando por la costa patagónica argentina hasta el estrecho de Magallanes (Chile). Habitan en los niveles medios y altos de la zona intermareal.
Es el principal alimento de las aves costeras migratorias, entre ellas, el playerito de rabadilla blanca, el chorlito de doble collar, el playerito blanco, la becasa de mar y la subespecie de playero rojizo Calidris canutus rufa.